# Apsilochorema mancum
Apsilochorema mancum är en nattsländeart som beskrevs av Georg Ulmer 1951. Apsilochorema mancum ingår i släktet Apsilochorema och familjen Hydrobiosidae. Inga underarter finns listade i Catalogue of Life.